# Ancylorhynchus braunsi
Ancylorhynchus braunsi är en tvåvingeart som beskrevs av Stanley Willard Bromley 1936. Ancylorhynchus braunsi ingår i släktet Ancylorhynchus och familjen rovflugor. Inga underarter finns listade i Catalogue of Life.